# Anapu
Anapu est une municipalité brésilienne située dans l'État du Pará.